# Simone Téry
Pour les articles homonymes, voir Téry.
Simone Téry, née le 28 janvier 1897 à Carcassonne et morte à Paris le 12 décembre 1967, est une journaliste et romancière française. Elle a notamment écrit pour L'Humanité et pour l'hebdomadaire du Front populaire Vendredi.

## Biographie
Fille de la journaliste de gauche Andrée Viollis (1870-1950) et du patron de presse Gustave Téry (1870-1928), directeur du journal L'Œuvre, elle fait des études de lettres. Elle est licenciée de philosophie, reçue première à l'agrégation de lettres en 1919 et enseigne deux ans au lycée de Rabat (Maroc) avant de s'orienter vers le journalisme. Elle débute en 1920 par des reportages en Irlande, où son père l'envoie. Brouillée avec celui-ci pour des raisons politiques (il meurt en 1928) et indépendante, elle travaille ensuite comme reporter pour les journaux Le Quotidien, Le Petit Parisien, puis après 1935 pour L'Humanité.
L'attribution d'une bourse Albert-Kahn lui permet de voyager autour du monde, en particulier en Chine, au Japon, aux États-Unis.
Elle est de l'équipe de direction de l'hebdomadaire Vendredi et écrit aussi pour Regards, Messidor, notamment des reportages du côté républicain pendant la guerre civile espagnole.
En Allemagne, alors qu'on lui refuse la publication d'un article, elle fait une grève de la faim, ce qui lui vaut un séjour en asile psychiatrique. Sa pièce de théâtre, Dernière édition spéciale (1937) est basée sur cette mésaventure. Elle prend également position en faveur des objecteurs de conscience.
Entre 1930 et 1934, elle a une liaison avec Jean Giono.
Ses voyages en Irlande, et les connaissances qu'elle en tire lui inspirent deux ouvrages. Elle ne cesse alors de mener de front écriture journalistique, romans et ouvrages adossés à ses voyages et ses reportages en Chine, au Japon, aux États-Unis d'Amérique, en Allemagne, en URSS, en Espagne.
En 1934, elle est arrêtée et emprisonnée en Espagne durant cinq jours par les autorités à l'occasion d'un reportage sur la Révolte des Asturies, puis libérée grâce à une campagne du Parti communiste. En 1935, elle entretient une liaison avec l'écrivain Paul Nizan, épisode qu'elle romance dans un livre, Le Cœur volé (Denoël, 1937).
Elle part alors pour l'Union soviétique d'où elle publie son premier article pour L'Humanité, sur la mort de l'écrivain Henri Barbusse. Elle adhère à ce moment-là au Parti communiste. En 1939, elle rencontre et épouse à Madrid l'intellectuel et militant espagnol de gauche Juan Chabás (en), membre de la Génération de 27. Ils émigrent en République dominicaine et, finalement, au Mexique. Séparée de Juan Chabás, Simone Téry revient en France, où elle reprend son travail de journaliste reporter à L'Humanité après la Seconde Guerre mondiale et d'auteure de livres, publiée par le réseau des éditions du Parti communiste.
Dans le contexte des durs affrontements de la guerre froide, le 5 novembre 1948, elle participe à la dénonciation du ministre de l'Intérieur Jules Moch, qui réprime le mouvement gréviste des mineurs : dans un billet intitulé « Les C.R.S.S », elle oppose le courage des mineurs et de leurs familles aux troupes du ministère de l'Intérieur, affirmant que « dès le premier jour, la population [les avait] appelés les C.R.S.S. et, le second jour, tout simplement les S.S. » (L'Humanité).
Invitée après guerre en URSS, elle tire de son voyage l'ouvrage Une Française en Union soviétique, qui est publié en 1952 aux Éditions sociales. Selon François Forestier, son contenu ne peut être assimilable qu'au roman, tant les descriptions de la vie en Union soviétique effacent la réalité et ne montrent que la fiction idéologique, faisant de ce reportage un simple témoignage « de la bêtise idéologique d'une partie de la gauche de ces années-là ».

## Publications
- En Irlande : de la guerre d'indépendance à la guerre civile (1914-1923), Flammarion, 1923. Reportage sur l'Irlande[6].
- L'Île des bardes. Notes sur la littérature irlandaise contemporaine. Yeats, Synge, Joyce, Stephens, Flammarion, 1925.
- Fièvre Jaune : (la Chine convulsée) , Flammarion, 1928. Impressions de son voyage de six mois en Chine.
- Passagère, Paris, Librairie Valois, 1930.
- Dernière édition spéciale, comédie en 3 actes, 1937.
- Le Cœur volé, Denoël, 1938
- Front de la liberté : Espagne 1937–1938, Éditions sociales internationales, 1938. Reportage sur la couverture de la Guerre d'Espagne qu'elle effectua en tant que journaliste, dédié aux volontaires français des Brigades internationales morts au combat.
- Où l'aube se lève, New York, Brentano's, 1945. Roman autobiographique.
- La porte du soleil, Pari, Hier et aujourd'hui, 1948. Roman qui recrée l'ambiance de la Guerre civile espagnole.
- Ils se battent aux Thermopyles, Hier et aujourd'hui, 1948.
- Du soleil plein le cœur. La vie merveilleuse de Danielle Casanova, Hier et aujourd'hui, 1949. Biographie de Danielle Casanova.
- Le Pays des vraies merveilles, Éditeurs français réunis, 1949. Récits traduits du russe.
- Une Française en Union soviétique. Éditions sociales, 1952. Son expérience en Union soviétique.
- Beaux enfants qui n'hésitez pas, roman, Éditeurs français réunis, 1957.